# テリーマン
- キン肉マン > キン肉マンの登場人物 > テリーマン
- キン肉マンII世 > キン肉マンII世の登場人物 > テリーマン

テリーマンは、ゆでたまごの漫画『キン肉マン』およびその続編『キン肉マンII世』に登場する架空の人物。

## 主な特徴
正式名はザ・テリーマン。初登場は怪獣退治編「アメリカからきた男の巻」。アメリカ出身の正義超人の一人で、額に「米」の文字があり、両肩には愛国心とファイティングスピリットの象徴であるスター・エンブレムが取り付けられている。銀のブロンドヘアー（初代アニメやJCS表紙では金髪）とたれ目がちな青い目が特徴。左の瞼の上に絆創膏を貼っていた時期もあった。肌の色は原作では普通の肌色だが、旧アニメではタッグを組むキン肉マンの肌色と馴染まないようにピンクに近い色になっている。作画担当の中井義則は白人の紅潮した様子を意識してるのかと感心したと述べている。
初登場時はビジネスライクかつキザな性格であり、人助けは無償で行わず報酬を要求する人物だった。その実力とスタイルで瞬く間に人気が出たことでキン肉マンはお払い箱となり、そんな彼を見下すような態度を取っていた。ある時、怪獣退治をなけなしの金で頼む子供を一笑に付したところ、直後にキン肉マンに殴り飛ばされる。そして無償の正義で怪獣に立ち向かうキン肉マンの姿を見るにつけ、自らも戦いに飛び込む。以来キン肉マンとは一番の親友となり、誠実かつ自分のことを最後に考える仲間思いの性格として描かれる。ゆでたまごの原作担当の嶋田隆司は「キン肉マンとは対照的なライバルにしたくてドライなアメリカンとして登場させたが、いつの間にか勝手にすごくいいヤツになった」と語っている。リングシューズの紐が切れるのは災いの警鐘であり、仲間の危機などを知らせる役目を持つ。
超人の中でも博学であり、アニメ版ではとりわけ「そういえば聞いたことがある」と言って仲間たち（および読者）にいろいろと解説を行う役割を持つ。アニメで脚本を担当した寺田憲史は「優等生すぎて動かしにくかったため、原作には無い“解説超人”という役割を与えた」と語っている。
第20回超人オリンピック中、キン骨マンの放った銃弾によって左足を負傷し、アメリカ遠征編以降義足となる。なお、アニメ版ではこの設定は省かれ、単に足の負傷として扱われている。
週刊HEROの女性記者・翔野ナツコと恋仲。ナツコがキン骨マンに洗脳・巨大化させられた際、彼女を元に戻すため愛を告白した。
体格はキン肉マンと比べると痩せ型で、筋肉のつきにくい肉体。また対照的に左利きである。中井はキン肉マンと違いゴムのようなしなやかな体つきで、描き方の自由度が高いと語っている。嶋田はテリーマンの持ち味を出すため、対戦相手も小技を出す相手ではなく、リング上での荒々しさが際だつと意図し重量級の超人を選んで戦わせている。「究極の超人タッグ編」では「巨漢（ジャイアント）ハンター」の異名が設定され、自分より遥かに大きい敵に対した時に闘志を燃やすという特徴も付けられている。
モデルは実在のプロレスラー、テリー・ファンクであり、スピニング・トーホールドを初めとして使用する技も彼の得意技が多い。モチーフと同様に「テキサス・ブロンコ」の愛称で呼ばれ、闘志をむき出しにした粘り強いファイトスタイルを持つ。テリー・ファンクが1983年に引退した際は、それを労う扉絵が掲載された。さらに、嶋田によると『オバケのQ太郎』のドロンパを意識しているという（キザなアメリカ人、テキサス出身、星のマークなどの共通点が見られる）。中井によると、登場当初はどうしても人間に見えてしまうため、超人に見せるための特徴づけとしてスターエンブレム、ロボットのような耳、髪の毛のようなヘッドなどデザイン面の試行錯誤がなされたという。
読者の支持は当初から高く、第一回人気投票では1位に輝いていたが、新しい超人が登場・活躍するにつれて次第に順位が下降し、第3回では次点（11位）にまで落ちたが、ゆでたまごの思い入れから終盤まで活躍し続けた。
中井のお気に入りのキャラクターであり、『闘将!!拉麵男』ではなく、テリーマンを主役としたスピンオフ作品『ハッスル!!テリーマン』を描きたかったと話している。人間のような外見のため、いかに超人らしく描けるかは毎度の課題であるという。

## 『キン肉マン』でのテリーマン
幼い頃、超人レスラーに憧れていたテリーは、父・ドリーマンに鍛えられる少年時代を過ごしていた。

### 怪獣退治編
日本に現れた怪獣・アブドーラをキン肉マンよりも早く退治。日本と契約し国民投票により日本専属のスーパーヒーローとなり、それに伴うキン肉マンのヒーロー降任を伝えにキン肉ハウスを訪れる。ちょうどその頃、町がシーク星人に襲われ、父を人質にとられた少年が小遣いを差し出してテリーマンに助けを求めるが、「大人をからかっちゃいけないよ」と冷たい態度を取る。見かねたキン肉マンはテリーマンを殴り飛ばし、シーク星人退治に向かう。このキン肉マンの行為で自らの行動を思い直し、キン肉マンを追いかけてシーク星人退治に向かう。このことをきっかけにキン肉マンとは生涯の親友となり、共に日本に現れる怪獣や宇宙人たちを相手に闘うようになる。怪獣退治の際はマグナム拳銃を武器としていた。後の妻となる翔野ナツコと出会うのも、この時期である。
初登場時、スターエンブレムは両腕に6枚もしくは4枚付けられており、さらに耳のデザインが丸かったが、ゆでたまごはこれは超人らしさを出すためだったと語る。

### 第20回超人オリンピック編
第20回超人オリンピックではアメリカ南部代表として出場。予選を難なく突破し、最終予選の後で突如行われたバトルロイヤルではキン肉マンを失格にせんとするキン骨マン一味の企みを見抜き、阻止する。1回戦でメキシコ代表のスカイマンに苦戦するものの、同じアメリカ代表の親友であるスペシャルマンの声援を受け逆転勝利。続く準決勝では勝ち上がってきたロビンマスクとの対戦が決定するが、キン骨マンが特殊ライフルでキン肉マンに狙いを付けるところを目撃、彼の誤射により左足を負傷する。傷を押してリングに立ったが、正攻法ではロビンに勝てないと踏み、普段のイメージと異なるダーティーファイトで応戦。スピニング・トーホールドを仕掛けるが、傷口が開き、ロビンのボストンクラブを受けてギブアップする。3位決定戦ではラーメンマンと闘い、ラーメンマンの一方的な反則攻撃により、反則勝ちを拾う。決勝戦ではキン肉マンのセコンドに付き、ロビン攻略のアドバイスを送る。大会終了後に帰国。

### アメリカ遠征編
超人オリンピックからしばらくしてキン骨マンに撃たれた傷が悪化。やむなく左足を切断し2度とリングに上がらないと決めていたが、キン肉マンの説得により「ザ・マシンガンズ」を結成し全米超人タッグ選手権に出場。テリー牧場の蹄鉄師のバックランドが作った精巧な義足をつけて闘うことになる。本シリーズから超人オリンピック ザ・ビッグファイト開催直前の頃までは長髪になっている。
当初はキン肉マンとのタッグの呼吸が合わなかったが、次第にそれらを克服し1戦目のジ・エンペラーズ（ビューティー・ローデス、ジャンヌ・スティムボード）に善戦し引き分け。2戦目では怪人師弟コンビ（キン骨マン、イワオ）と対戦、キン骨マンに対し左足を失ったことの怒りを露わにしていた。その後に行われた宇宙一凶悪コンビ（スカル・ボーズ、デビル・マジシャン）VSジ・エンペラーズでは、凶悪コンビのラフファイトを止めるために乱入。その際、義足が外れて左足を失ったことを知られてしまう。戦意を失うが、車椅子の少年・ロバートが自分の戦いで勇気を受け取ったことを知り、リングに赴く決意を固める。試合中、怪人師弟コンビとシーク星人に義足を奪われるが、ロバートやエンペラーズの手助けにより義足を取り戻し逆転勝利、全米超人タッグ選手権に優勝する。

### 第21回超人オリンピック ザ・ビッグファイト編
ラッカ星での宇宙野武士退治に参加した後、キン肉マンがベルトを剥奪されたため急遽開催された、超人オリンピック ザ・ビッグファイトにおいてもアメリカ代表の一人として出場。優勝候補の筆頭として期待されるが、3次予選「新幹線アタック」にて線路に迷い込んだ子犬を助けるために新幹線を止め、ルール違反で失格となる。超人オリンピック最終予選および本選では特別ゲストとして解説役に招かれ、決勝戦前にて行われたウルフマンとの人気超人世界一決定戦では僅差で勝利した。
アニメでは新幹線アタックの直前に、テキサスの牧場に子供と動物たちが遊べる「テリーマンランド」を作るという長年の夢があることをナツコに告げている。
ゆでたまごの嶋田は後年この扱いに対し「前シリーズで充分活躍したため、しばらく休養を取らせた方がいいかなと判断し、期待を裏切る意味もあった」と語っている。

### 7人の悪魔超人編
7人の悪魔超人が現れる前、バックランドが全米超人タッグ選手権の後に作った改良型の義足をつけ、左足を失う前とほぼ変わらない状態に戻る。ミートが7人の悪魔超人のリーダー格・バッファローマンにより身体をバラバラにされたため、彼に代わってステカセキング戦でキン肉マンのセコンドを務めた。また、ブラックホール戦ではダメージの残るキン肉マンに代わり、彼のマスクをかぶり闘おうとしたが見破られた。ブラックホール戦の後にキン肉マンが倒れ、仲間のアイドル超人と共に悪魔超人と闘うことになる。テリーマンは秩父連山にてザ・魔雲天と対戦。仲間たちが次々に倒れたことを知って冷静さを失ったテリーマンは無理な攻めに出て負傷し、魔雲天のマウンテンドロップを受けて絶命したと思われたが、そこからブレーン・バスターを決めて逆転勝ちを収める。しかしマウンテンドロップとブレーンバスターという二つの大技に耐えられなかったリングはテリー・魔雲天もろとも谷底に落下。両者死亡の無効試合の可能性が危ぶまれていたが、生還してミートの腰部を奪還した。アイドル超人軍団の中では唯一、実力での勝利となっている。その後、キン肉マン対アトランティスの試合においてキン肉マンを苦しめる悪魔超人の亡霊に対し、霊界ポケットを使い救世主（モンゴルマン）やブロッケンJr.と共に自らも霊体となり、亡霊たちを退治している。

### 黄金のマスク編
他の超人と同じく悪魔六騎士により超人パワーを奪われる。悪魔騎士のひとりプラネットマンの人面プラネットにより人質にとられてしまうが、ウォーズマンの叱咤を受けたキン肉マンが勝利し、解放される。その際にプラネットマンの超人パワーを吸収して復活。残る悪魔騎士が仮死状態となったウォーズマンの体内に入り込み、彼を助けるためにリサイクル・ゾーンに飛び込む。
ウォーズマンの体内において、悪魔騎士随一の実力者アシュラマンと五重のリング3階で対決。死んだ超人の腕を取り込む能力を持つアシュラマンに自身の両腕を奪われてしまい、大苦戦する。アシュラマンの必殺技・阿修羅バスターに捕らえれて絶体絶命の危機に陥るが、偶然ウォーズマンの制御装置がクッションになり助かる。しかしそのショックで制御装置が故障、既に中枢部が故障していたウォーズマンにとってはメイン・サブの両方が故障する致命的な事態となってしまう。この状況を脱するためには装置に再びショックを与える、すなわち再び阿修羅バスターで制御装置に激突することがウォーズマンを救う唯一の道であると銀のマスクに教えられる。これを承諾したテリーマンは、アシュラマンに再び阿修羅バスターを掛けることを要求。死を覚悟するが、突如バッファローマンの両腕がテリーの肩から出現したことで阿修羅バスターが食い止められる。その腕のパワーでアシュラマンに玉砕ドロップを仕掛け、制御装置にショックを与えてウォーズマンは救われる。その後、アシュラマンが先に立ちあがったものの場外であり、最後の力を振り絞ったテリーの抵抗によって両者リングアウト、正義超人軍で唯一の引き分けとなる。
その後、キン肉マンがアシュラマンに勝利した際に両腕を取り戻し、彼の新必殺技・キン肉ドライバー誕生の瞬間を見届ける。

### 夢の超人タッグ編
悪魔騎士の生き残りであるアシュラマンとサンシャインの策謀により、キン肉マンを除く正義超人が互いの間の友情を奪われる。テリーマンもその策謀によりキン肉マンを拒絶。超人として蘇ったジェロニモをパートナーとし、「ニュー・マシンガンズ」を結成して宇宙超人タッグ・トーナメントに出場。一方キン肉マンは、マスクを被ってキン肉マングレートを名乗ったプリンス・カメハメと共に「マッスル・ブラザーズ」を結成して出場。
1回戦第4試合にて、ニュー・マシンガンズは共に因縁のあるはぐれ悪魔超人コンビ（アシュラマン、サンシャイン）と対戦。甘さを捨てたニュー・テリーマンとして反則攻撃をも辞さないダーティファイトとジェロニモとの連携で序盤は優位に闘うが、ジェロニモの右腕の負傷をきっかけに連携が乱れ始める。闘いの中、キン肉マンを拒絶したことを後悔するが、そのキン肉マンからのアドバイスにより復調し、サンシャインをテキサス・クローバーホールドに捕らえギブアップ寸前まで追い込む。しかし、その間にアシュラマンがジェロニモを改良阿修羅バスターに捕らえ、彼を救うため両肩のスター・エンブレムを渡し試合放棄する。だが悪魔コンビは試合終了後も闘いをやめず、ジェロニモが倒され、テリーもサンシャインのローラーに潰されそうになるが、キン肉マングレートに救出される。その直後、疲労したグレートがローラーにかけられ重傷を負ってしまう。
控え室にて瀕死のグレートにより、自らの正体がプリンス・カメハメであることを告げられ、正義超人の未来のためにとグレートのマスクとその役割を託されてその死を看取り、2代目キン肉マングレートとして再び闘うこととなる。2回戦では組み合わせの変更により、再び悪魔コンビと対戦。ジェロニモ、カメハメの敵討ちに燃えるテリーマンは完全決着の試合形式を提案し、ランバージャック・ゴンドラ・デスマッチとなる。開始直後は偉大なるカメハメと自分とのギャップに苦しむが、本来のスタイルであるテキサスファイトを思い出し、カメハメとは違う若さあふれるファイトを発揮。試合途中に正体を暴かれそうになり、キン肉マンの不信を招いてしまうが、真摯な戦いぶりで払拭。マッスル・ドッキングを成功させ、悪魔コンビに勝利した。
ヘル・ミッショネルズ（ネプチューンマン、ビッグ・ザ・武道）との決勝戦ではネプチューンマンの提案により、急遽3本勝負となる。それは1本目でグレート、2本目でキン肉マンのマスクを剥ぐという思惑であった。予告通り、1本目でマスクを剥がされ、正体を暴露され、1本目は敗北する。テリーマンとしては既に悪魔コンビに自らのシンボルであるスター・エンブレムを渡し降伏したために参加資格なしとして糾弾されるが、アシュラマンがエンブレムを返却したため、再びザ・テリーマンとしてリングに上がる。カメハメの死を隠し成り代わっていたことでキン肉マンとの間に溝が生じるが、アシュラマンの「友情の回復は自分から掴みに行かなくては駄目だ」という叱咤をヒントに、キン肉マンを担ぎ出して、クロス・ボンバーを破ったことで、ザ・マシンガンズとして完全復活。
ミッショネルズがキン肉マンの覆面を駆るために発動したマスク・ジ・エンドに対し、一度は自らがキン肉マンに扮することで、キン肉マンの覆面を死守するが、二度目のマスク・ジ・エンドにおいて、キン肉マンを救った代償として剣盤に落ちて死亡する。魂だけの状態となったテリーマンは、ミッショネルズの操るマグネット・パワーのエネルギーの出入り口が前方後円墳であることを知り、偶然にもサンダーサーベルが心臓に刺さったことによる電気ショックで復活した後、キン肉マンに試合会場近くに隠されている前方後円墳＝アポロン・ウィンドウを探させるため、キン肉マンをわざと場外に落とし、単身奮闘する。
キン肉マンがアポロン・ウィンドウに鍵をかけ、マグネット・パワーを停止させた後、マッスル・ドッキングでミッショネルズをKOして、2本目を制する。両チームとも戦う力が残っていなかったが、3本目の10カウント内で立ち上がったことにより、マシンガンズの優勝が決定。トロフィーをキン肉マンと共に引き抜くことに成功する。
第3回人気投票では次点（第11位）にランクインし、「ノー・コメントだ!」というコメントを残した。

### キン肉星王位争奪編
キン肉星王位争奪サバイバル・マッチでは、正義超人軍参謀に任命されたため当初は中立の立場を取らざるを得なかったが、邪悪の神々の陰謀により火事場のクソ力を奪われ窮地に陥ったキン肉マンらを助けるため、勲章を捨てて参戦を決意し、指導していたディッキーマンたちに助けられて日本へ向かう。ロビンマスクと共に熊本城に向かいキン肉マンチームに参加し、キン肉マンマリポーサ率いる飛翔チームでは副将戦にてキング・ザ・100トンと対峙する。なお、原作ではキン肉マンがあぶり出しの特殊インクでメンバー表に名前を書いていたが、アニメではテリーマンが行っている。
100トンの変身能力とジェット・ローラー・シーソーに苦戦するが、キン肉マンのフェイス・フラッシュの助けにより逆転、カーフ・ブランディングで粉砕した。しかし、100トンが最後の力で飛ばした腕が頭に当たったためダウンし、両者KOの引き分けとなる。
その後、大将戦にてマリポーサのつらい境遇を聞かされて戦意を喪失したロビンマスクに対し、キン肉マンもダメ超人と蔑まれ、つらい境遇にあったにもかかわらずマリポーサのように盗人稼業に手を染めることもなく、自分を蔑んだ人間をうらむどころか常に地球の平和を考えていたのだとキン肉マンの心根の気高さを伝えて叱咤し、それがロビンマスクの逆転勝利につながった。
2回戦の姫路城におけるキン肉マンゼブラ率いる技巧チーム戦では、キン肉マンたちの回復のために次鋒としてリングに立つ。モーターマンの攻撃に窮地に追い込まれるが、復活を遂げたラーメンマンと交代。病院に搬送される。
決勝戦のキン肉マンスーパー・フェニックス率いる知性チーム戦では、試合前の練習でキン肉マンのマッスル・スパークの特訓に付き合い、彼が突如仕掛けた完璧マッスル・スパークを受けて負傷。そのため試合には参加できなかった（アニメでは中堅戦の予定だった）が、最終盤に正義超人軍団を率いてキン肉マンの応援に駆けつけて、マリポーサの姿に変身してフェニックスシズ子に襲い掛かった飛翔の神を倒した。ゆでたまごの嶋田は「技巧チームとの闘いでキン肉マンチームがベストメンバーになり、危機感を出すためにチームの編成替えをした」としている。
アニメでは原作と違い、スパッツを穿いている。

### 完璧超人始祖編
キン肉マンが第58代キン肉星大王に即位し、地球に平和が戻ったのを見届けた後、キン肉星に帰還。正義超人たちが受けていたメディカル・サスペンションでの治療が真っ先に解けたこともあり、テリーマンはキン肉マンの代理として、地球で行われた正義超人・悪魔超人・完璧超人の三属性不可侵条約の締結式に正義超人代表として署名する。その数日後、宇宙超人タッグ・トーナメントで退散したはずの完璧超人が地球に襲来した。完璧超人の本隊を名乗る彼ら完璧・無量大数軍は不可侵条約の撤回を主張。条約文を燃やされ、ジェロニモら仲間の超人が倒される姿を見て、テリーマンは完璧・無量大数軍の目的が超人戦争を引き起こし正義超人を倒すことと確信。仲間のアイドル超人がメディカル・サスペンションによる治療で動けない中、単身で東京ドームにて戦いを挑む。本シリーズでは生来の荒々しさを出すために、アメリカ遠征編の長髪になっている。
第一の刺客となったマックス・ラジアルを苦戦しつつもカーフ・ブランディング、テキサス・コンドルキック、ブレーンバスターの連続攻撃で撃破する。残る無量大数軍との対抗戦に参加しようとするが、負傷したテリーマンの代わりに合流したキン肉マンや突如として現れた悪魔超人軍が完璧超人に立ち向かったため、バッファローマンたちと観戦をする。
しばらくは観戦者となっていたが、ステージが許されざる世界樹のサイフォンリングとなった所で、先にアシュラマンと対戦し、圧倒的な強さでこれを撃破していた完璧超人始祖の一人ジャスティスマンと戦う。次々と技を繰り出すが、圧倒的な実力を持つジャスティスマンに中々ダメージを与えることが出来ず、逆に両手と右足に深刻なダメージを受けて絶体絶命のピンチに追い込まれる。そしてジャスティスマンの必殺技・陸式奥義ジャッジメント・ペナルティを受けるが、自ら左足の義足を破壊することで何とか致命傷を避けることに成功する。ジャスティスマンの圧倒的有利の状況であったが「二重処罰の禁止」というジャスティスマンの自律により試合は終了。身体がボロボロの状況下でも衰えることなきファイティングスピリットを発揮したことが将来的にテリーマンへの憧れを生んで次代に繋がっていくというジャスティスマンたちが目指していたものとは別の永遠をもたらす可能性を認められ、ジャスティスマンの所有する光のダンベルを授けられ、この後の超人の未来を託された。キン肉マンとネメシスの試合では、松葉杖をついてウォーズマンと共にキン肉マンのセコンドについていた。

### オメガ・ケンタウリの六鎗客編
キン肉星のマッスルガム宮殿での叙勲式では、新しい義足をつけた状態で登場しているが、大魔王サタンの張った結界に閉じ込められる。しかし、関ヶ原の浮遊立方体リングでジャスティスマンが実体化した大魔王サタンを粉々に砕いて勝利したことで、結界は解除された。

### 新シリーズ
調和の神を始めとする超神たちが地上に襲来した後、ザ・マンの指示でジェロニモと組んで、3体の超神たちがいるエジプト・ギザのスフィンクス像に到着し、そこに現れたプリズマンと超神バイコーンとの試合を見届ける。バイコーンに勝利しながらも致命傷を負ったプリズマンがジェロニモに自身の心臓であるカピラリアの欠片を託して死亡し、その事実に怖じ気づくジェロニモに人間時代のジェロニモに見た不屈の超人魂を忘れたのかと𠮟咤し、その言葉で奮起したジェロニモと共に、超神との戦いに臨む。そして、地上と天界を繋ぐ道であるバベルの塔へ入る8名の超人を選ぶ際には、新しい義足を装着した自分は万全の状態ではなく足手まといになりかねないとして辞退し、自身の代わりにジェロニモを推挙する。そして、バベルの塔1階の神の掌リングでジェロニモが超神ジ・エクスキューショナーに勝利した時には、涙を流して喜んでいた。
バベルの塔での超神たちとの闘いが一段落した後、超人墓場の超人閻魔の玉座の間に辿り着いて、ザ・マンと共にキン肉マンたちを迎える。そして、ザ・マンから時間超人五大刻に対抗する超人のひとりに数えられるが、テリーマンは今の義足では戦力にはならないと告げる。その直後に現れたキン骨マンから、亡くなったバックランドが遺したテリーマンの義足設計図を基に完成させた新たな義足を受け取り、この義足は今の自分にフィットしていると告げて、キン骨マンを感涙させた。そして、ザ・マンが開いた通路の一つに入ってスリランカのシーギリヤへと辿り着き、五大刻の一人エンデマンと対峙する。
人気投票企画「キン肉マン超人総選挙2013」では14位、「キン肉マン超人総選挙2015」では10位、「キン肉マン超人総選挙2017」では18位、「キン肉マン超人総選挙2019」では20位、「キン肉マン超人総選挙2021」では第14位、「キン肉マン超人総選挙2024」では13位にランクインしている。

### アニメオリジナル
テレビスペシャル「決戦!7人の正義超人vs宇宙野武士」ではビーンズマンが送ったインディアンのモンスターを倒し、宇宙野武士と戦う7人の正義超人の1人に選ばれ、ラッカ星へ向かう。ビーンズマンからは、アイドル超人のリーダーに指名されている。
以下は時系列上、「夢の超人タッグ編」と「キン肉星王位争奪編」の間となる。
「ザ・サイコー超人の挑戦編」ではキン肉マンの宇宙超人タッグ・トーナメント優勝の祝賀会に招待されるも、ザ・サイコー超人軍団が襲来。ブロッケンJr.とともにサイコー超人軍団四天王の一人・ガンガリアンの軍団と戦い勝利する。
「地獄の極悪超人編」では、キン肉マンらと共に真の正義超人の証明である正義の剣を受け取るべく、正義超人発祥の地といわれるキンモク星へ行く。しかし、その場に現れた裏超人界の超人・極悪超人と正義の剣を巡って闘うことになる。
テリーマンは、第1戦で行方不明になったダーティバロンの行方と正義の剣の不思議な力を突き止めるため、第2戦にて夜霧のワイルドバクトとの闘いを志願。骨がない肉体を持つワイルドバクトを180度曲げのボストングラブに捕らえるが、正義の剣の見せたダーティバロンの行方に困惑。その隙をつかれ、ワイルドバクトの夜霧の神経衰弱に仕掛けられ敗北する。
その後、昏睡状態になり病院に搬送されるも、最終戦のキン肉マンの闘いに駆けつける。

### 主要対戦成績
- 怪獣退治
  - ○アブドーラ（マグナムによる銃撃）
  - ○カッパトロン（マグナムによる銃撃）
  - ○バズーガーラ（マグナムによる銃撃）
  - ○ハリゴラス（マグナムによる銃撃）
- シングルマッチ
  - ○スカイマン（オクラホマ・スタンピード）
  - ×ロビンマスク（ボストンクラブ）
  - ○ラーメンマン（反則勝ち）
  - ○ウルフマン（人気超人世界一決定戦。手形が1つ多かったので勝利）
  - ○ザ・魔雲天（ブレーンバスター）
  - △アシュラマン（両者リングアウト）
  - △キング・ザ・100t（両者ノックアウト）
  - －モーターマン（無効試合）
  - ○マックス・ラジアル（ブレーンバスター）
  - ○ジャスティスマン（途中棄権）
- 非公式戦
  - △キン肉マン（時間切れ引き分け）
  - △キン肉マン（両者ノックアウト ※スパーリング）
- タッグマッチ
  - ○怪獣組（猛虎星人 / アブドーラ、バックドロップ）
  - △ジ・エンペラーズ（ビューティー・ローデス / ジャンヌ・スティムボード、時間切れ引き分け）
  - ○怪人師弟コンビ（キン骨マン / イワオ、ジャンピング・ネックブリーカー）
  - ○宇宙一凶悪コンビ（スカル・ボーズ / デビル・マジシャン、カーフ・ブランディング）
  - ×はぐれ悪魔超人コンビ（アシュラマン / サンシャイン、試合放棄）
  - ○はぐれ悪魔超人コンビ（アシュラマン / サンシャイン、マッスル・ドッキング）
  - ○ヘル・ミッショネルズ（ネプチューンマン / ビッグ・ザ・武道→ネプチューン・キング、3本勝負で2-1）
    - ×1本目（クロス・ボンバー）
    - ○2本目（マッスル・ドッキング）
    - ○3本目（10カウントノックアウト）
- 団体戦
  - ○飛翔チーム（4勝2敗1引き分け）
  - ○技巧チーム（4勝1敗）

## 『キン肉マンII世』でのテリーマン
『キン肉マンII世』第1話より登場。恋人の翔野ナツコと結婚して息子のテリー・ザ・キッドを儲け、牧場を経営している。
仕事が多忙でキッドを野球やハイキングに連れて行くことがなく、直接的な親子の付き合いは浅かったが、彼のことを見守っていた。超人オリンピック ザ・レザレクション予選では、溺れた子供を救助して失格になったキッドに対し賛辞を送っている。決勝戦前にはキン肉マンとザ・マシンガンズを再結成して、エキシビションマッチに参加。試合終了後、キン肉マンに息子の試合に私情を挟まないよう注意するが、キン肉マンの嘘に引っかかり、コスチュームを渡すのを許してしまった。
第1回キャラクター人気投票では第19位、第2回キャラクター人気投票では第17位にランク入りしている。

### 特別編 〜倫敦の若大将!〜
未知の強豪・ロビンマスクがデビューすると聞き、イギリスに渡り彼を視察していた。人間に足抜け（ドロップ・アウト）した彼を問題外と判断するが、ロビンが超人としてギロチン・キングと闘う決意を見て、彼の超人パワーが封印されたストーン・ヘンジを持参し、チンピラに襲われる彼を助ける。その後、デビュー戦を見届ける。

### 究極の超人タッグ編
宇宙超人タッグ・トーナメントに優勝しトロフィーを抜く直前、空から時間超人が出現。その攻撃の前にロビンマスクが餌食となるが、それを追うかのように新世代超人が出現する。彼らによりロビンは助け出されたものの、ロビンの妻・アリサが重傷を負ってしまう。さらに彼らの出現によりトロフィーがマシンガンズを最強と認めなくなり、再度最強タッグを決めるために究極の超人タッグが開催される。テリーマンもキン肉マンらと同様未来の息子であるキッドら新世代超人を敵視し、キン肉マンとザ・マシンガンズを再結成し出場する。
チーム過多によって行われた間引きバトルロイヤルではセレブリティーズ（ネオ・ショパン、ローズマン）、2回戦第1試合にてカーペット・ポミングス（オルテガ、モアイドン）を撃破する。その後、言葉には出さないものの、キン肉マンとは対照的に、徐々にキッドを自分の息子だと確信するようになり、キッドが一人でトレーニングしていた場所に現れ、挑発するふりをしながらもスパーリングパートナーを務めた。2回戦で時間超人と対戦したキッドが、満身創痍になりながらもギブアップしないテキサス魂を見せたことで息子として認める。
2回戦終了後、突如現れたサタンとそれに協力した新星・ヘル・イクスパンションズ（ネプチューンマン、マンモスマン）、時間超人によりキン肉マンは黒後家蜘蛛の呪いにかけられてしまう。その呪いを解く方法はキン肉マンを最も愛するキーパーソンが彼を抱擁することであり、テリーマンも抱擁するものの解除には至らなかった。後にそのキーパーソンはかつての恋人である二階堂マリと判明するが、キン肉マンは抱擁を拒否し、自らの力で呪いを封じリングに赴く。
準決勝ではマッスルブラザーズ・ヌーボー（キン肉万太郎、カオス・アヴェニール）との対戦が決定。しかしその闘いの中、キン肉マンに黒後家蜘蛛の呪いが発症。テリーマンはキッドからグレートテキサンハットを受け取り、試合放棄を進言されるが、帽子の汗染みからキン肉マンとわざと仲間割れし、彼に磁気を帯びた身体からアイアン・スェットを流させる案を思いつき、呪いを解くことに成功する。その後は裏技を使用するキン肉マンと同様、カオスに苛烈な攻撃を浴びせるが、正義超人の矜持としてリングから落ちる万太郎を助けている。試合中キン肉マンの不調に気付き、自らマッスル・ドッキングαを行うも、万太郎とカオスをKOするに至らず、二度目のマッスル・ドッキングβを破られる。最後は逆転のマッスル・エボルシオンを受け、それでも立ち上がろうとしたが敗北。この試合後、駆け寄ったキッドに対し、全盛期の父親の闘う姿を息子であるキッドに見せることができた満足感と共に、「おまえとも戦ってみたかった」と言葉をかけている。
準決勝終了後は、キン肉マンやロビンマスクと共に時間超人の手を逃れたケビンマスクを樹海で発見。彼を保護し、共に稽古をつける。万太郎らが時間超人に勝利した後は、トロフィーを譲り受ける。
第4回人気投票では第17位にランク入りした。

### 主要対戦成績
- タッグマッチ
  - －2000万パワーズ（ラーメンマン / バッファローマン、ノーコンテスト）
  - ○セレブリティーズ（ローズマン / ネオショパン、マッスル・ドッキング）
  - ○カーペット・ボミングス（オルテガ / モアイドン、マッスル・ドッキング）
  - ×マッスル・ブラザーズ・ヌーボー（キン肉万太郎 / カオス・アヴェニール、マッスル・エボルシオン）

## 劇場版でのテリーマン
第1作『キン肉マン』では、宇宙地下プロレス連盟のオクトバスドラゴン3世に奪われた、二階堂マリとキン肉マンのチャンピオンベルト奪還のため、キン肉マンや正義超人と共にメトロ星へ行く。そしてキン肉マンと共にオクトバスドラゴンの元にたどり着き、タッグマッチでオクトバスドラゴン&猛虎星人と戦う。猛虎星人をKOするが、オクトバスドラゴンの部下の一人ガンマラーの狙撃からキン肉マンを守り倒れる。
第2作『大暴れ!正義超人』では長年の夢である大牧場を購入する。ブラックエンペラーの部下・ブラックバッファローの軍団に襲われるが、これを撃破。富士の裾野で苦戦するキン肉マンと合流し、ブラックバッファローを撃破する。
第3作『正義超人vs古代超人』ではメキシコ南部のパレンケの遺跡に見物に来ていた。その時、突如現れた古代超人のザウルサタンの軍団と闘い、これを撃破。サタンタワーの闘いではキン肉マンたちと共に入場し、部下を一掃する。
第4作『逆襲!宇宙かくれ超人』では、他の正義超人と一緒にハイドラキングにさらわれたロビンマスク救出に立ち上がり、共にハイドラ星へ向かう。なお本作の設定ではロビンと子供のころからの友人と明言している。道中、ハイドラキングがテリーマンの弱点だと勘違いして仕掛けた白馬の罠にかかるが、これを手懐けて逆に気力を回復する。ハイドラキングにより蘇生されたニューアシュラマンを撃破し、正義超人による合体技・超人サザンクロスでハイドラキングを撃破する。
第5作『晴れ姿!正義超人』ではニューヨークにナツコと仕事がてら遊びに来ていたところ、朱天童子の部下である朱天軍団が襲来し、キン肉マンを助けるために他の正義超人たちと共に江戸時代へタイムスリップする。ジェロニモとニュー・マシンガンズを再結成し、ザ・ニンジャマンの軍団と戦う。作中の台詞から朱天童子の存在は知っていたようである。
第6作『ニューヨーク危機一髪!』では復活した悪魔将軍に吸収される。しかし彼の残したテンガロンハットがキン肉マンを奮い立たすきっかけとなり、キン肉マンは悪魔将軍に勝利。テリーマンも無事に救出される。
第7作『正義超人vs戦士超人』では戦士超人にミートを人質にとられ、他の正義超人と共に仲間に頼りきりのキン肉マンに活を入れるために、牧場が忙しいと芝居を打ち、キン肉マンの頼みを断る。その後、キン肉マンが窮地に陥った際に駆けつけ、7重の塔1階にて戦士超人ミョウオウと戦う。

## 番外編・読切作品でのテリーマン
「ロビン・メモの巻」ではハイドラ・ブートンに攫われたロビンマスクとロビン・メモ奪回のために、他の正義超人たちとウィーク・ポイント星に行く。ロビン・メモにより弱点の左脚を砲台で狙われるが、最後は正義超人による合体技・超人サザンクロスでブートンを撃破する。
『キン肉マン』の時代より200年後に当たる『SCRAP三太夫』では、超人博物館に愛用のテンガロンハットとマグナム銃が展示されている。
「マッスル・リターンズ」では第1回超人究極チャンピオンシップに出場、決勝戦で残虐超人・BUKIボーイと戦うが敗北し、負傷のため入院する。その後、5年ぶりにリングに立ちBUKIボーイを倒したキン肉マンの復活に涙する。
秋本治との合作である『超こち亀』「正義超人亀有大集結!!の巻」においては、キン肉マンの招集を受け、葛飾区内をパトロール中、腹ごしらえにステーキ屋でTボーンステーキを食べたが、財布を忘れたため無銭飲食で亀有公園前派出所まで連行されている。最後は迷惑防止条例違反として逮捕され、中川圭一に自身の技であるスピニング・トーホールドをかけられた。

### キン肉マンとの闘い
キン肉星王位争奪編の時期に行われた企画「夢のビッグマッチ人気投票」では、キン肉マンVSテリーマンが第1位に選ばれた。「実現するのは第3回超人オリンピックか?」「対決方法は3メートルの皮ひもを、お互いの手首に片方ずつしばって戦うインディアン・ストラップ・マッチがいいだろう」とコメントされている。
同じくキン肉星王位争奪編で行われた企画「もし第3回超人オリンピックがおこなわれたら」では正体不明のマスクマン「テキサス・ハリケーン」として超人オリンピックに出場。決勝トーナメントでウォーズマン、バッファローマンを破り、決勝戦では自らマスクを脱ぎテリーマンとしてキン肉マンと対戦する。
『キン肉マンvsテリーマン』では、キン肉マンが王となってキン肉星へ帰る間際、彼に闘いを申し込む。これを承諾したキン肉マンはお互いに悔いのない戦いをするため、トレーニングに励むことを提案。テリーマンはテキサスの牧場に戻り、スパーリング人形を使ったトレーニングに励むが、そこに現れたウォーズマンとバッファローマンがスパーリングパートナーを申し出る。しかし特訓を終え出発する直前、町へ出かけていたナツコが交通事故で意識不明の重態となったため、病院で彼女に付き添う。夜中に意識を取り戻したナツコは、自分にかまわず日本へ行くようテリーに告げる。既に日本行きの航空便は出た後だったが、テリーはウォーズマン、バッファローマンと共に大陸を走り海を泳ぎ渡り、雨の競技場に現れる。開始予定時間を過ぎても信じて待っていたキン肉マンとの対戦が始まった。しかし不眠不休の疲労は隠せず、キン肉マンは試合を止めることを促すが、テリーマンは「長年待った勝負を止めるなど、誇りと尊厳を捨てるようなもの」と拒否。キン肉マンもその熱意に応えるため手加減なしの闘いを続行する。キン肉マンの攻撃を捌くテリーマンはカーフ・ブランディングを仕掛けるも切り返され、マッスル・スパークに捕らえられる。意地で返そうとするが、ちょうど時間切れとなりロビンマスクが技をカット。勝負は引き分けとなり、最後にいい思い出ができたと握手・抱擁を交わす。彼らの試合は非公式で行われ、超人界の歴史に残らない試合だったが、テリーマンは勝負が行われた証としてニーパットをミートに預けた。
ジャンプ40周年記念特別読切『キン肉マンの結婚式!!の巻』では、キン肉マンとビビンバの結婚式への招待状が送られるが、テリーマンは自分たち超人レスラーの行くところではないと乗り気でなかった。そんな中、キン肉ハウス取り壊しの情報を聞いたテリーたち正義超人はキン肉ハウスに集合。しかしこれは彼らが式に来ないと予想したキン肉マンが流した偽の情報であり、彼は結婚記念のプレゼントとして、ガチンコのスパーリング七番勝負を求める。6人とのスパーリングを終えたキン肉マンに対し、最後の相手テリーは「投げ技なし、立って殴り蹴るのみ」のテキサスフィストデスマッチを提案。キン肉マンも了承し、ガード無用でお互いの気持ちをぶつけ合う凄まじい応酬となった。最後にクロスカウンターを互いの頬に叩き付けつつ、テリーはキン肉マンに祝いの言葉をかける。直後にダブルノックアウトで七番勝負は終わった。その後、テリーたちはキン肉ハウスで身を投げ出して休みながら、キン肉マンが式に間に合うことを願った。一方、キン肉マンは傷だらけで膨れた顔のままビビンバの元に向かい、ギリギリで結婚式を挙げることができた。

## 得意技
現実のプロレスに存在する技を使うことが多いが、必殺技たり得る威力を持つものもある。

### シングル技
スピニング・トーホールド
テリーマンが最も得意とする技。仰向けに寝ている相手の片足を取り、自分の足を差し込んで締め上げる関節技。この体勢から差し込んだ足を軸にして自ら回転することで、さらに威力が増す。
超人としてはあまり必殺技を持たないテリーマンが、父・シニアマンから伝授された伝家の宝刀。
技名は「トゥーホールド」、「トゥホールド」などと表記されることもある。
カーフ・ブランディング（仔牛の焼印押し）
背後から相手の後頭部に自分の片膝をあて、そのまま勢い良く前方に倒れこむことで相手の頭をマットに叩きつける技。初使用はアメリカ遠征編だが、その際は後述のブルドッキングヘッドロックと同型の技だった。劇場版ではフィニッシュホールドとして使用されることが多かった。また劇場版では落下ではなく、斜め下に滑空して相手の顔面を柱に激突させるバージョンも使用した。
テキサス・クローバー・ホールド（テキサス四つ葉固め）
宇宙超人タッグ・トーナメントのために開発した技。仰向けに寝ている相手の右脚を脇の下に抱え込み、左脚を右太腿の上で両手をクラッチする関節技。サンシャインをギブアップ寸前まで追い込んだことがある。
ナックルパート
左ジャブを嚆矢とした連続パンチ。テキサスの荒々しいファイトを信条とするテリーマンの代名詞ともいえる技であり、彼は「悪党を懲らしめるにはこの技が一番」としている。
テキサス・コンドルキック
空中から荒鷲のごとく襲い掛かる両膝蹴り。宇宙超人タッグ・トーナメントで2代目キン肉マングレートとしてアシュラマンと戦った際に閃き、使ったのが初。その後、テリー一族の得意技として、息子のテリー・ザ・キッドも使用している。
ブロンコ・フィスト
左手を回転させてから放つ強烈なストレート。手の振りに関してはテリーマンの癖であり、幼い頃に父・ドリーマンとの特訓中にそれを指摘されているが大人になっても直っていない。テリーマンは優勢に立ったときに使うことが多い。
当初はテリーパンチ、ゲームではテキサス・ストレートと呼称されていたが、『究極の超人タッグ編』にて正式に設定された。
テキサス・ツイスター
ロープを螺旋状に体へ巻きつけゴムの反動で飛び出し、高速回転しながらエルボーで相手の顔面をかち上げる打撃技。『究極の超人タッグ編』でカーペットボミングスのツープラトン「贖罪の千枚通し」と激突し、これを打ち破る。
ジャスティスマン戦では同名の別の技を使用。広大なテキサス州では危険な竜巻がよく発生することから、テリー一族はそこに着想を得た風力技が多い。
ブレーンバスター
逆さに抱え上げた相手の脳天をマットに叩きつける技。ザ・魔雲天やマックス・ラジアルに対するフィニッシュホールドとして使用された。
オクラホマ・スタンピード
相手の身体を抱え込み、そのまま自分の体を浴びせながらマットに叩きつける技。スカイマン戦でのフィニッシュホールドとして使用。劇場版『正義超人vs戦士超人』ではカーフブランディングと共にテリーマンの得意技として紹介されている。
ブルドッキングヘッドロック
テリーマンの得意技。相手をヘッドロックに捕らえてマットに叩きつける。キン肉星王位争奪編では飛翔の神に対して使用している。ファミリーコンピュータソフト『キン肉マン マッスルタッグマッチ』では必殺技として使用。
玉砕ドロップ
両腕で相手の背中に組み付き、逆さまになった状態で落下する捨て身の技。
テキサスブルドーザー（テキサス式頭蓋骨砕き）
ジャスティスマン戦で使用。相手をヘッドロックにとらえ、頭部を腕で締め付けながら大きく左右に揺さぶる。
STF
アニメのキング・ザ・100トン戦で使用。原作ではテキサスクローバーホールドだったがアニメではこちらを使用している。
テキサスツイスター
ジャスティスマン戦で使用。自分の体に巻きつけたロープとコーナーポストを振り回して竜巻を巻き起こす。

### タッグ技
ジャパニーズ・レッグロール・ホールド
ニュー・マシンガンズのツープラトン。テリーマンが相手にジャパニーズ・レッグロール・ホールドを仕掛け、その上にジェロニモが飛び乗ることにより、さらに技の威力を上げる。作中では握手と見せかけ、アシュラマンを殴り倒し首をバンテージで締め上げてから技に入っていた。復刻版では技名が「ジャパニーズ・レッグロール・クラッチホールド」に修正されている。
竜巻地獄返し
ニュー・マシンガンズのツープラトン。アシュラマンの竜巻地獄に対抗するため、ジェロニモがテリーマンを肩車して放った同様の技。アシュラマンが4本の腕（他の2本は負傷）で放った竜巻地獄の威力を上回っており、はくれ悪魔超人コンビの2人を吹き飛ばした。
マッスル・ドッキング
ザ・マシンガンズのツープラトン。キン肉バスターとキン肉ドライバーをドッキングさせた技。テリーマンは最初に試みた際、キン肉マングレートを務めていた重責から失敗したが、最終的にはキン肉マンとの阿吽の呼吸で使用可能とした。
『究極の超人タッグ編』にて以下の2種類が設定された。
マッスル・ドッキングα（アルファ）
テリーマンがキン肉バスターを担当するマッスル・ドッキング。ツープラトンの頭脳となるテリーがキン肉バスターをかけるため、本来の威力が発揮できない（テリー一族はキン肉バスターのような落下技は苦手とも設定されている）。悪魔コンビとの戦いでは、キン肉ドライバーをかけるキン肉マンとの位置が大きく開いていたが、自ら軌道を修正することで成功させた。
マッスル・ドッキングβ（ベータ）
テリーマンがキン肉ドライバーを担当するマッスル・ドッキング。落下するキン肉マンに対し、テリーがドッキングの際のスピードや進入角度などの細かな指示を与えることにより、本来の威力が発揮できる完全版のマッスル・ドッキングとされる。ヘル・ミッショネルズを倒した際もこの組み合わせで使用した。
ゆでたまごの嶋田によると、落下するキン肉バスターの力を首だけで支えるため、テリーマンはそれに耐えうる特別な修行を陰で行っているという。
バスターバリエーションPart5
ザ・マシンガンズのツープラトン。別名W（ダブル）キン肉バスター。テリーとキン肉マンが左右から相手の脚を一本ずつ掴んでキン肉バスターを掛ける。
アームブリーカー
ニュー・マシンガンズのツープラトン。腕折りを目的とした技。作中ではジェロニモと2人でアシュラマンに飛び掛り、腕を一本ずつへし折った。
ビルディング解体落とし（ビルディングかいたいおとし）
ザ・マシンガンズのツープラトン。キン肉マンが空中で相手をうつぶせの状態で持ち上げたまま倒し、それに相手の顔面に両膝蹴りの状態で落下する技。

## プロフィール
- 分類 - 正義超人
- 出身地 -  アメリカ・テキサス州アマリロ[44]
- 身長体重 - 190cm 95kg[44]
- 血液型 - O型[45]
- スリーサイズ - B126 W78 H95[45]
- 誕生日 - 6月30日[46][注 6]
- 年齢 - 20歳[47]
- 超人強度 - 95万パワー[48]
- 好物 - ハンバーガー[49]、ホットドッグ[50]、チリコンカーン[51]、ステーキ[51]
- 嫌いな物 - 牛丼[52]
- 趣味 - 乗馬[40]（白馬を好む[53]）、ギター[40]
- 好きな言葉 - ファイティング・スピリット[14]
- 家族 - 父 ドリーマン、妻 翔野ナツコ、息子 テリー・ザ・キッド
- 弱点 - 左脚[54]
- その他 - カラオケの十八番は『マイ・ウェイ』[14]
- 備考 - 左利き[55]

### 異名
- テキサスの荒馬[56]
- テキサス・ブロンコ[57]
- フェニックステリー[57]
- 巨漢（ジャイアント）ハンター[58]
- テキサスの荒ぶる魂[59]
- テキサスの熱い魂[60]
- テキサスの暴れ馬[61]
- キン肉マングレートのマスクを引き継ぐ者[62]
- 正義の魂[63]
- “正義”が認めた“正義”[63]
- 強きを恐れぬ闘志の炎[63]
- 意地と誇りのテキサス・ブロンド[63]
- アメリカからきた男[63]

### 主な肩書き
- 正義超人軍参謀
- 正義超人3羽ガラス（キン肉マン、テリーマン、ロビンマスク）[64]

### 個人タイトル歴
- テキサス州超人ヘビー級[65]
- 全米超人レスリング選手権優勝[66]
- 第20回超人オリンピック第3位（'79）[65][67]
- 全米超人タッグ選手権チャンピオン[67]
- 人気超人世界一決定戦優勝[67]
- 宇宙超人タッグ・トーナメント優勝（'83）[67]

## 家系図
```
　　　　　　　　　　　　　　　　　　　　　　　　　　　　　　　翔野ナツコ
　　　　　　　　　　　　　　　　　　　　　　　　　　　　　　　　　┃
　　　　　　　　　　　　　　　　　　　？？？　　　　　　　　　　　┣━━━━ テリー・ザ・キッド
　　　　　　　　　　　　　　　　　　　　┃　　　　　　　　　　　　┃
シニアマン（超人オリンピック出場選手）　┣━━━━━━━━━ テリーマン
　　┃　　　　　　　　　　　　　　　　　┃
　　┣━━━━━━━━━━━━━━━ドリーマン
　　┃
　？？？
```

## 声優
田中秀幸
- テレビアニメ『キン肉マン』
- 劇場版アニメ第1作『キン肉マン 奪われたチャンピオンベルト』 - 第7作『キン肉マン 正義超人vs戦士超人』
- テレビアニメ『キン肉マンII世』
- テーマソング
- 各種コンピューターゲーム
- パチスロキン肉マン
- CRぱちんこキン肉マン

速水奨
- テレビアニメ『キン肉マン キン肉星王位争奪戦』
- パチスロキン肉マン〜キン肉星王位争奪編〜

中村悠一
- ゲーム『戦国大戦』

小野大輔
- テレビアニメ『キン肉マン 完璧超人始祖編』

## テーマソング
テキサスブロンコ
歌 - 串田アキラ / セリフ - 田中秀幸（テリーマン） / 作詞 - 吉田健美 / 作曲 - 風戸慎介 / 編曲 - 田中公平

## コンピュータゲーム
『キン肉マン マッスルタッグマッチ』では、8体のプレイヤーキャラクターの内の1人としてテリーマンが登場している。パンチ力・バックドロップ力が高いが、足が遅い。必殺技は高速で突進し相手を巻き込む「ブルドッキングヘッドロック」。
『キン肉マン キン肉星王位争奪戦』では5人のステージキャラクターの内の1人として登場。必殺技は相手を打ち上げ、叩きつける「カーフ・ブランディング」。
『キン肉マンII世 新世代超人VS伝説超人』など『キン肉マンII世』以後のゲームでは、タッグチームを組むキャラクターによっては特定のチーム名が付けられる。
- ザ・マシンガンズ - キン肉マン
- ニューマシンガンズ - ジェロニモ
- ザ・グレートテキサンズ - 2代目キン肉マングレートまたはテリー・ザ・キッド

ザ・マシンガンズ、ニューマシンガンズを除いてはゲーム独自の名称である。
『キン肉マンII世 新世代超人VS伝説超人』のストーリーモードでは、未来の世界から来た新世代超人に修行をつけたあと、サンシャイン率いる悪行超人軍団にキッドを人質に取られ、救出のために戦う。
『キン肉マンII世 超人聖戦史』では属性ゲージが一定以上なら仲間にできる。主人公がアメリカ出身であれば弟子入りし「テキサス・クローバーホールド」を習得できる。また主人公が選んだルートにより扱いが分かれる。
- 正義ルート

原作同様。黄金のマスク編の団体戦にて加入、キン肉星王位争奪編ではキン肉マンチームがメンバー不足の場合ロビンマスクとの選択で加入する。
- ゼブラルート

2回戦にてキン肉マンチーム中堅として闘う。
- マリポーサルート

1回戦にてキン肉マンチーム次鋒として闘う。
- ソルジャールート

決勝戦にてキン肉マンチーム次鋒として闘う。
- 中立ルート

原作同様。7人の悪魔超人編における対抗戦で悪魔超人側に付くと闘うことも可能。
- 悪行ルート

7人の悪魔超人編における対抗戦にて主人公と闘い死亡。以後ゲームに登場しない。
『キン肉マン マッスルグランプリ』では、テリーマンの2Pカラー（同じキャラクター同士で対戦するための「色違い」キャラクター）として2代目キン肉マングレートが登場する。